# 13567 Urabe
13567 Urabe este un asteroid din centura principală de asteroizi.

## Descriere
13567 Urabe este un asteroid din centura principală de asteroizi. A fost descoperit pe 16 noiembrie 1992 la Kitami de Kin Endate și Kazuro Watanabe. Asteroidul prezintă o orbită caracterizată de o semiaxă mare de 3,03 ua, o excentricitate de 0,10 și o înclinație de 11,1° în raport cu ecliptica.